# Pterolophia flavofasciata
Pterolophia flavofasciata là một loài bọ cánh cứng trong họ Cerambycidae.